# Cauayan (Isabela)
Cauayan is een stad in de Filipijnse provincie Isabela op het eiland Luzon. Bij de laatste census in 2007 had de stad ruim 114 duizend inwoners.

## Geografie

### Bestuurlijke indeling
Cauayan is onderverdeeld in de volgende 65 barangays:
| - Alicaocao - Alinam - Amobocan - Andarayan - Baculod - Baringin Norte - Baringin Sur - Buena Suerte - Bugallon - Buyon - Cabaruan - Cabugao - Carabatan Chica - Carabatan Grande - Carabatan Punta - Carabatan Bacareno - Casalatan - San Pablo - Cassap Fuera - Catalina - Culalabat - Dabburab | - De Vera - Dianao - Disimuray - District I - District II - District III - Duminit - Faustino - Gagabutan - Gappal - Guayabal - Labinab - Linglingay - Mabantad - Maligaya - Manaoag - Marabulig I - Marabulig II - Minante I - Minante II - Nagcampegan - Naganacan | - Nagrumbuan - Nungnungan I - Nungnungan II - Pinoma - Rizal - Rogus - San Antonio - San Fermin - San Francisco - San Isidro - San Luis - Santa Luciana - Santa Maria - Sillawit - Sinippil - Tagaran - Turayong - Union - Villa Concepcion - Villa Luna - Villaflor |

## Demografie
Cauayan had bij de census van 2007 een inwoneraantal van 114.254 mensen. Dit zijn 10.302 mensen (9,9%) meer dan bij de vorige census van 2000. De gemiddelde jaarlijkse groei komt daarmee uit op 1,31%, hetgeen lager is dan het landelijk jaarlijks gemiddelde over deze periode (2,04%).
De bevolkingsdichtheid van Cauayan was ten tijde van de laatste census, met 114.254 inwoners op 336,4 km², 339,6 mensen per km².
Alicia · Angadanan · Aurora · Benito Soliven · Burgos · Cabagan · Cabatuan · Cauayan · Cordon · Delfin Albano · Dinapigue · Divilacan · Echague · Gamu · Ilagan · Jones · Luna · Maconacon · Mallig · Naguilian · Palanan · Quezon · Quirino · Ramon · Reina Mercedes · Roxas · San Agustin · San Guillermo · San Isidro · San Manuel · San Mariano · San Mateo · San Pablo · Santa Maria · Santiago · Santo Tomas · Tumauini